# Lotosblüten für Miss Quon
Lotosblüten für Miss Quon ist ein deutsch-französisch-italienischer Abenteuer- und Actionfilm aus dem Jahre 1966 von Jürgen Roland mit Lang Jeffries in der Hauptrolle. Die Romanvorlage stammt von James Hadley Chase. 

## Handlung
Der US-Amerikaner Mark Jason ist in Südostasien gestrandet und arbeitet dort als Lehrer. Eines Tages findet er in seinem Apartment Diamanten im Wert von mehreren Millionen Dollar. Rasch erliegt Jason der Versuchung, den vom Vormieter hier gebunkerten Edelsteinschatz nicht etwa bei der Polizei abzugeben, sondern für sich zu behalten. Als sein asiatischer Bediensteter, der Zeuge bei Jasons Fund wurde, ermordet aufgefunden wird, gerät der Lehrer in den Verdacht, ihn beseitigt zu haben. Nun hat Jason doch die örtliche Polizei am Hals, und er muss fliehen. Begleitet wird der Amerikaner von seiner asiatischen Freundin, Nhan Lee Quon.
Der örtliche Polizeiinspektor Gonsart ist überaus erpicht, Jason zu fassen und jagt ihn ohne Erbarmen. Dabei treibt ihn weniger sein Pflichtgefühl als Beamter; vielmehr hat er vor, den Schatz für sich ganz allein zu behalten. Schließlich kreisen Gonsart und seine Männer Jason und Miss Quon, die versuchen, sich ins Ausland abzusetzen, ein und stellen den Diamantendieb. Um wenigstens das Leben seiner Freundin Miss Quon zu retten, bietet Jason, der ahnt, dass Gonsart ein skrupelloser Cop ohne Gnade ist, folgenden Deal an: Er ist bereit, die Brillanten zum Tausch gegen die Unversehrtheit seiner Freundin herauszurücken. Doch dann fällt ein Schuss, und Nhan Lee wird getroffen und stirbt in seinen Armen.

## Produktion
Lotosblüten für Miss Quon wurde 1966 in Südostasien gedreht. Die Uraufführung war am 31. März 1967. Die Filmbauten entwarf Peter Rothe.

## Kritiken
„Konfektioniertes Billigabenteuer, in Handlung und Gestaltung banal und ärgerlich.“

„Ein verworrener, dümmlicher und langweiliger Abenteuerfilm des – nach weiteren Filmen dieser Qualitätsstufe – bald nicht mehr renommierten Regisseurs Jürgen Roland. Abzulehnen.“